# Templeton Lake
Templeton Lake är en sjö i Kanada.   Den ligger i provinsen British Columbia, i den centrala delen av landet, 3 100 km väster om huvudstaden Ottawa. Templeton Lake ligger 1 958 meter över havet.
Trakten runt Templeton Lake består i huvudsak av gräsmarker. Trakten runt Templeton Lake är nära nog obefolkad, med mindre än två invånare per kvadratkilometer.